# عزيزة نايت سي بها
عزيزة نايت سي بها هي إعلامية مغربية التحقت بقناة فرانس 24 عام 2006، تحمل ماجستير في الصحافة من معهد العلوم السياسية بباريس، عملت في عدد من المؤسسات الإعلامية مثل صحيفة "لوماتان المغربية وإذاعة مونت كارلو الدولية. هي أحد الوجوه البارزة داخل المشهد الإعلامي العربي من خلال برنامجها الحواري "ضيف ومسيرة" على "فرانس 24".

## حياتها
عزيزة نايت سي بها من مواليد القرن العشرين في دوار أيت علي وحساين بالجماعة القروية آيت سدرات السهل الغربية قلعة امكونة. حاصلة على بكالوريا علوم رياضية، بدأت مسارها الدراسي في شعبة الفيزياء والرياضيات، غير أن شغفها بالصحافة دفعها لاختيار مسار مغاير. كانت البداية من المغرب في مجلة كانت موجهة للشباب تسمى «كيفاش»، بعد ذلك التحقت بالقسم الثقافي لجريدة «لومتان» لتشتغل بها في الفترة ما بين 1997 و 2004، وتقرر بعد ذلك العودة إلى الدراسة من باب مدرسة العلوم السياسية تخصص المجال السمعي البصري بباريس حيث هاجرت إليها معتمدة على نفسها، وفي سنتها الأولى من الدراسة بباريس عملت عزيزة كصحافية براديو مونت كارلو الدولية، لينتهي بها المطاف في قناة فرانس 24 عام 2006.

## من أعمالها في التلفزيون
- برنامج: «ضيف ومسيرة» (على قناة فرانس24).
- برنامج: «ثقافة» (على قناة فرانس24).

## جوائز
- 2022: فازت الإعلامية عزيزة نايت سي باها بجائزة الشيخة فاطمة بنت مبارك، في نسختها السادسة، وذلك ضمن فئة أفضل إعلامي/إعلامية في المجال الرياضي.[4]